# NGC 2716
NGC 2716 (również PGC 25172 lub UGC 4692) – galaktyka spiralna z poprzeczką (SB0-a), znajdująca się w gwiazdozbiorze Hydry. Odkrył ją Albert Marth 3 marca 1864 roku.